# 蔡人龍
蔡人龍（16世紀—1627年2月11日），字君伸，南直隸蘇州府吳縣人，明朝軍事人物。

## 生平
蔡人龍是萬曆四十年（1612年）的武舉人，天啟二年（1622年）中武進士，獲授潯梧守備，當時碧灘瑤族人作亂，上級命令他帶兵進剿，其他將領觀望不前，他卻深入敵陣殺死不少敵軍，到天啟六年十二月（合1627年）因支援不及而戰死。他的兒子蔡至中率領死士尋獲父親屍體，擒拿賊人剖出心臟祭祀，朝廷得知此事後追贈蔡人龍為游擊將軍。

## 引用
1. 1 2  同治《蘇州府志·卷八十一·人物八》：蔡人龍，字君伸，天啟壬戌武進士，授潯梧守備，碧灘潯水猺亂，督府檄人龍會兵進勦，諸將皆觀望，人龍獨勇敢深入，殺賊甚眾。未幾賊來攻，人龍外援不至力戰死，子至中率死士入賊巢獲父屍，擒劇賊歸剖其心以祭，事聞贈游擊將軍。 乾隆志
2. ↑  民國《吳縣志》·卷十五·選舉表七：武舉人 明神宗萬歷四十年壬子科 （吳縣） 蔡人龍 君伸，據《太湖備攷》補
3. ↑  《明史·卷二十二·本紀第二十二》：（天啟六年十二月）甲子，潯州賊殺守備蔡人龍。